# Richard Griffith
Richard Clewin Griffith (ur. 22 lipca 1872 w Londynie, zm. 11 grudnia 1955 tamże) – angielski szachista, pisarz i działacz szachowy.
Największym jego sukcesem było zdobycie mistrzostwa Wielkiej Brytanii w 1912 roku. Od tej pory uczestniczył w wielu krajowych turniejach. Był wydawcą czasopisma British Chess Magazine (w latach 1920–1938).